# Juice Box
Juice Boxはアメリカで主に未成年者向けに販売されている安価なマテル社製のマルチメディアプレイヤーである。

## 概要
アーキテクチャーはARM7TDMI,8MB RAMを採用し、システムではLinuxをベースとしている。
アメリカのいろいろなテレビチャンネルをROMカセットを使用することで見られるが、フレームレートは6fpsと低く、画面も2.7インチと小さい。
市場ではゲームボーイアドバンスが主なライバルであった。
販売価格はおよそ70ドル程度である。